# Superficie de Boy

Una animación de la superficie de Boy

En matemática, concretamente en el ámbito de la geometría, la superficie de Boy es una inmersión del plano proyectivo real en un espacio tridimensional, descubierta por Werner Boy en 1901, a raíz del encargo de David Hilbert para demostrar que el plano proyectivo no podía embeberse en el espacio tridimensional. 
Esta superficie se analiza (e ilustra) en la obra de Jean-Pierre Petit titulada Topo the world. Bernard Morin la parametrizó explícitamente por primera vez en 1978, y Rob Kusner y Robert Bryant descubrieron una segunda parametrización en 1987. La superficie de Boy es una de las dos inmersiones posibles del plano proyectivo real que tiene un solo punto triple.
A diferencia de la superficie romana y de la gorra cruzada, no tiene otras singularidades que las auto-intersecciones (es decir, no tiene puntos de pellizco). 

## Construcción
Para construir la superficie de Boy: 
1. Comenzar con una esfera, y eliminar un casquete.
2. Colocar un extremo de cada una de tres tiras, alternando sextas partes de la longitud del borde obtenido al retirar el casquete.
3. Doblar cada tira y unir el otro extremo de cada tira al sexto opuesto al primer extremo, de modo que el interior de la esfera en un extremo esté conectado al exterior en el otro. Hacer que las tiras bordeen el centro en lugar de atravesarlo.
4. Unir los bordes sueltos de las tiras. Las uniones se cruzan con las tiras.

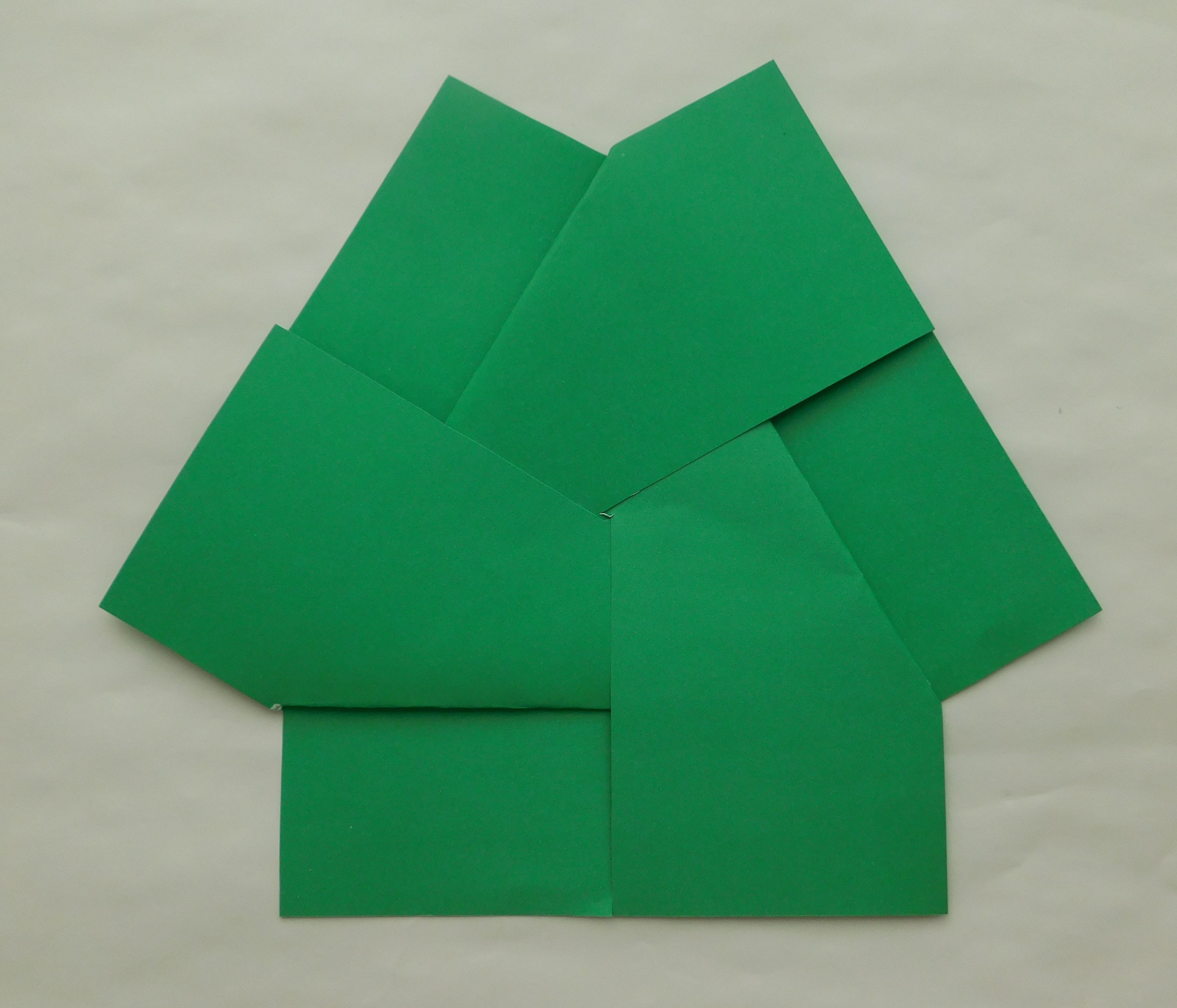
Superficie de Boy de papel

## Simetría de la superficie del Boy
La superficie de Boy tiene una simetría triple. Esto significa que tiene un eje de simetría rotacional discreta: cualquier giro de 120° alrededor de este eje dejará la superficie exactamente igual. La superficie se puede cortar en tres piezas congruentes entre sí. 

## Modelo en Oberwolfach

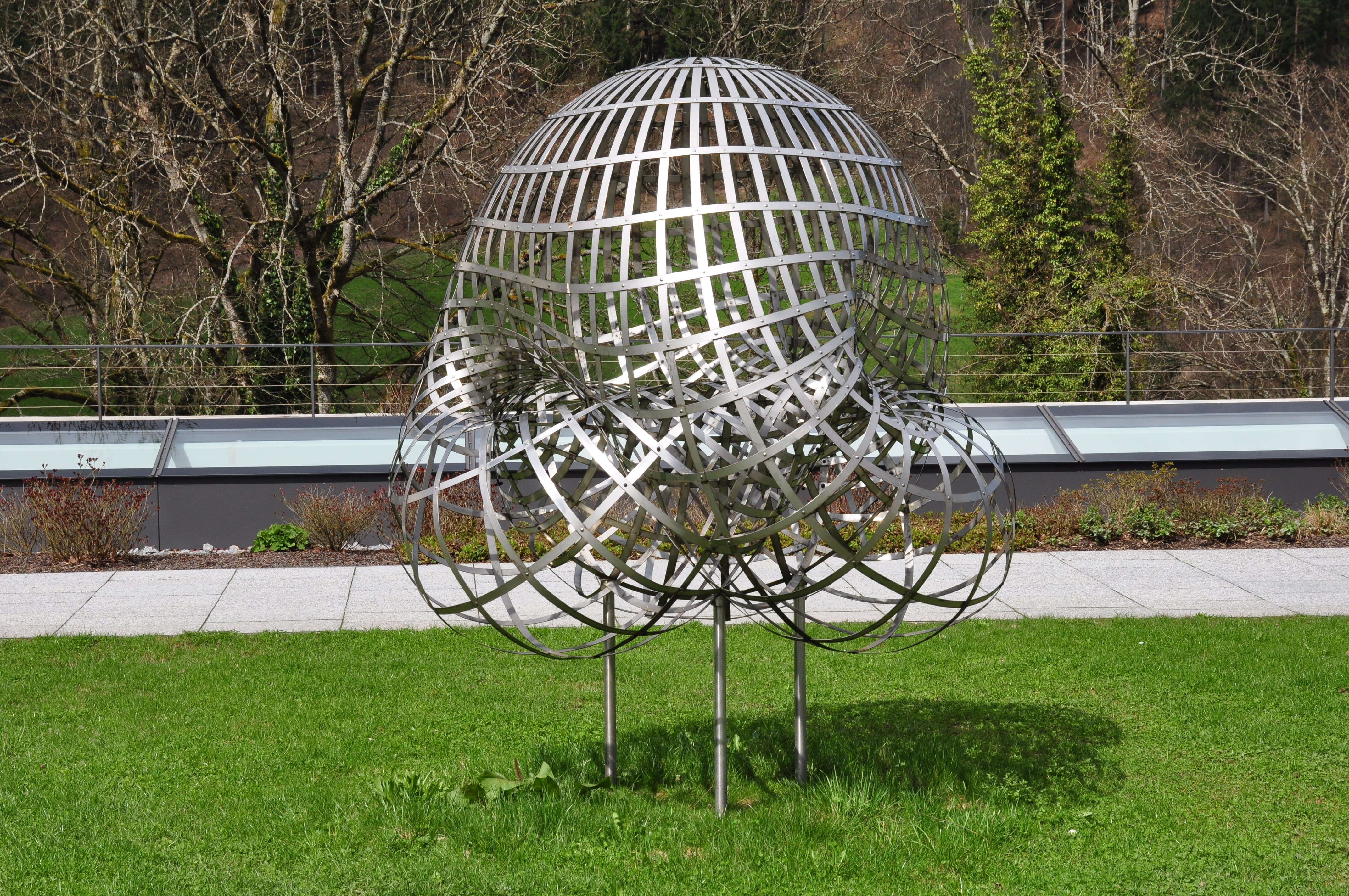
Modelo de la superficie de Boy en Oberwolfach

El Instituto de Investigación Matemática de Oberwolfach tiene un modelo de gran tamaño de la superficie de Boy junto a su entrada, construido y donado por Mercedes-Benz en enero de 1991. Este modelo tiene triple simetría rotacional y minimiza la energía de Willmore de la superficie. Consiste en tiras de acero que representan la imagen de una cuadrícula de coordenadas polares bajo una parametrización dada por Robert Bryant y Rob Kusner. Los meridianos (rayos) se convierten en bandas de Möbius, es decir, torcidas 180 grados. Todas menos una de las tiras correspondientes a los círculos de latitud (círculos radiales alrededor del origen) no están retorcidas, mientras que la que corresponde al límite del círculo es una tira de Möbius retorcida tres veces 180 grados — como el emblema del instituto. (Mathematisches Forschungsinstitut Oberwolfach, 2011). 

## Aplicaciones
La superficie del Boy se puede usar en la esfera de eversión, como un modelo a mitad de camino, una inmersión de la esfera con la propiedad de que una rotación se intercambia dentro y fuera, por lo que puede emplearse para convertir (sacar el interior afuera) una esfera. Las superficies de Boy (caso p = 3) y de Morin (caso p = 2) son el comienzo de una secuencia de modelos a mitad de camino con mayor simetría propuesta por primera vez por George Francis, indexada por los enteros pares 2p (por extraño que parezca, estas inmersiones pueden factorizarse a través de un plano proyectivo). La parametrización de Kusner permite deducir estas propiedades. 

## Parametrización

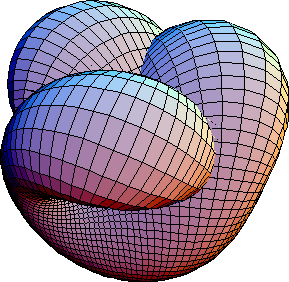
Una vista de la parametrización descrita aquí

La superficie de Boy se puede parametrizar de varias maneras. La parametrización descubierta por Rob Kusner y Robert Bryant es la siguiente: dado un número complejo w cuya magnitud es menor o igual a uno ({\displaystyle \|w\|\leq 1}), sean 
{\displaystyle {\begin{aligned}g_{1}&=-{3 \over 2}\operatorname {Im} \left[{w\left(1-w^{4}\right) \over w^{6}+{\sqrt {5}}w^{3}-1}\right]\\[4pt]g_{2}&=-{3 \over 2}\operatorname {Re} \left[{w\left(1+w^{4}\right) \over w^{6}+{\sqrt {5}}w^{3}-1}\right]\\[4pt]g_{3}&=\operatorname {Im} \left[{1+w^{6} \over w^{6}+{\sqrt {5}}w^{3}-1}\right]-{1 \over 2}\\\end{aligned}}}
así que 
{\displaystyle {\begin{pmatrix}x\\y\\z\end{pmatrix}}={\frac {1}{g_{1}^{2}+g_{2}^{2}+g_{3}^{2}}}{\begin{pmatrix}g_{1}\\g_{2}\\g_{3}\end{pmatrix}}}
donde x, y y z son las coordenadas cartesianas deseadas de un punto en la superficie de Boy. 
Si se realiza una inversión de esta parametrización centrada en el punto triple, se obtiene una superficie mínima completa con tres extremos (así se descubrió esta parametrización de forma natural). Esto implica que la parametrización de Bryant-Kusner de las superficies de Boy es «óptima» en el sentido de que es la inmersión «menos doblada» de un plano proyectivo en el espacio tridimensional. 

### Propiedades de la parametrización de Bryant-Kusner
Si w es reemplazado por el recíproco negativo de su complejo conjugado, {\textstyle -{1 \over w^{\star }},} entonces las funciones g1, g2 y g3 de w no se modifican. 
Mediante la sustitución de w en términos de sus partes real e imaginaria w = s + it y expandiendo la expresión resultante, se puede obtener una parametrización de la superficie de Boy en términos de funciones racionales de s y t, lo que demuestra que no es solo es una superficie algebraica, sino incluso una superficie racional. La observación del párrafo anterior muestra que la fibra genérica de esta parametrización consta de dos puntos (es decir, que casi todos los puntos de la superficie de Boy pueden obtenerse mediante dos valores paramétricos). 

### Relación con el plano proyectivo real
Sea {\displaystyle P(w)=(x(w),y(w),z(w))} la parametrización de Bryant-Kusner de la superficie de Boy. Entonces, 
{\displaystyle P(w)=P\left(-{1 \over w^{\star }}\right).}
Esto explica la condición de que {\displaystyle \left\|w\right\|\leq 1} en el parámetro: si {\displaystyle \left\|w\right\|<1,} entonces {\textstyle \left\|-{1 \over w^{\star }}\right\|>1.} Sin embargo, las cosas son un poco más complicadas para {\displaystyle \left\|w\right\|=1.} En este caso, se tiene que {\textstyle -{1 \over w^{\star }}=-w.} Esto significa que si {\displaystyle \left\|w\right\|=1,} el punto de la superficie de Boy se obtiene de dos valores de parámetros: {\displaystyle P(w)=P(-w).} En otras palabras, la superficie ha sido parametrizada por un disco de modo que pares de puntos diametralmente opuestos en el perímetro del disco son equivalentes. Esto muestra que la superficie de Boy es la imagen del plano proyectivo real, RP2 mediante una aplicación diferenciable. Es decir, la parametrización es una inmersión del plano proyectivo real en el espacio euclídeo. 